# Theo Wehner
Theo Wehner (* 27. März 1949 in Fulda) ist ein deutscher Psychologe und Arbeitswissenschaftler. Ab 1989 war er Professor für Arbeitswissenschaft an der Technischen Universität Hamburg und von 1997 bis 2014 Professor für Arbeits- und Organisationspsychologie an der ETH Zürich. Nach der Emeritierung war er Gastwissenschaftler an der Universität Bremen und ist als Kurator und Keynote Speaker tätig. Er ist verheiratet, hat zwei erwachsene Kinder und lebt in Zürich und Worpswede.

## Leben und Wirken
Theo Wehner wurde als Sohn der selbständigen Kaufleute Hugo und Maria Wehner geboren und wuchs mit zwei Geschwistern im elterlichen Geschäft in Dietershausen auf. 1963 verließ er nach acht Jahren die Volksschule und schloss im September 1965 eine Lehre zum Einzelhandelskaufmann vorzeitig mit dem Gehilfenbrief ab. Anschließend war er Volontär bei der Dresdner Bank und Systemoperator und Programmierer im Rechenzentrum der Val. Mehler AG. Von 1967 bis 1971 war er Zeitsoldat und tätig in einem funkanalytisch ausgerichteten Rechenzentrum der Bundeswehr in Trier. Anfang der 1980er Jahre wurde er anerkannter Kriegsdienstverweigerer. Während der Bundeswehrzeit besuchte Wehner die Abendrealschule und ab September 1971 das Hessenkolleg Wiesbaden. Dort legte er im Dezember 1973 die Reifeprüfung ab.
Ab Sommersemester 1974 bis zum Diplomabschluss 1978 studierte Theo Wehner Medizin-Statistik an der Universität Dortmund (zwei Semester) und Psychologie sowie Soziologie an der Universität Münster. Sein Studium finanzierte er als studentische Hilfskraft und unterstützte Promovierende bei der statistischen Auswertung empirischer Studien. Nach dem Diplom unterrichtete er als Wissenschaftlicher Mitarbeiter an den Universitäten Münster (bis 1981) und Bremen (bis 1989). Er promovierte 1981 in Bremen und wurde 1986 dort für das Fach Psychologie habilitiert. Von 1989 bis 1997 war er Professor für Arbeitswissenschaft an der TU Hamburg-Harburg und von 1997 bis 2014 Professor für Arbeits- & Organisationspsychologie an der Eidgenössischen Technischen Hochschule (ETH) in Zürich. Während seiner akademischen Tätigkeit war er durchgehend in der universitären Selbstverwaltung engagiert: Diplomprüfungsausschusses, Landesreformkommission Psychologie (Bremen); Forschungsschwerpunktrat, Ausschuss für Frauenförderung, Vorstand des Personalrates (TUHH); Departementsleitung, Doktoratsausschuss (ETHZ).

## Forschungsschwerpunkte
Theoretisch fühlt sich Wehner der Gestaltpsychologie und der Kulturhistorischen Schule zugehörig. In der grundlagen- und anwendungsorientierten Forschung erfolgt eine bewusste Abgrenzung von behavioristischen und rein kognitivistischen Positionen: Leben wird als Tätigsein in historisch gewordenen Handlungskontexten gesehen: «In der Arbeitstätigkeit wird nicht nur ein Produkt der Arbeit des Subjekts erzeugt, das Subjekt selbst wird in der Arbeit geformt.» Vor diesem Hintergrund war er beteiligt an der experimentellen Entwicklung eines handlungstheoretischen Biofeedbackverfahrens zur Rehabilitation halbseitengelähmter Patienten und der frequenzanalytischen Beschreibung von Wahrnehmungsvorgängen. Seit Beginn der 1980er Jahre forscht und publiziert Theo Wehner aus sicherheitspsychologischer Sicht zur Vitalität fehlerhaften Handelns und zum produktiven Scheitern.
Für die Arbeits- & Organisationspsychologie hat er das meist sozialpsychologisch betrachtete Thema des Ehrenamts respektive der Freiwilligenarbeit als Frei-gemeinnütziges Tätigsein eingeführt und motivations- und organisationspsychologische Studien mit mehr als 10.000 Auskunftspersonen durchgeführt. In Konzepten wie dem Bedingungslosen Grundeinkommen und dem Tätigsein in einer Postwachstumsgesellschaft setzt er sich mit der Kritik der Arbeitsgesellschaft auseinander und sieht einen Weg hin zu einer Tätigkeitsgesellschaft mit der Trennung von Erwerbsarbeit und Einkommen. Als Vermittler von Wissenschaft, Kunst und Kultur hat er bei Ausstellungen mitgewirkt, war als Kurator (u. a. zum Thema Scheitern und Schlaf) tätig und arbeitet kontinuierlich mit Journalistinnen und Journalisten zusammen.

## Publikationen (Auswahl)
- mit Nanny Wermuth, Herbert Gönner: Finding condensed descriptions for multi-dimensional data. In: Computer Programs in Biomedicine, 6, 1976, 23–38, doi:10.1016/0010-468X(76)90049-0.
- mit Harald A. Mieg: Frei-gemeinnützige Arbeit. Eine Analyse aus Sicht der Arbeits- und Organisationspsychologie. Universitätsbibliothek der Technischen Universität, Hamburg-Harburg 2006, urn:nbn:de:gbv:830-opus-1864.
- mit Albert Vollmer, Christoph Clases: Vertrauensgenese in virtuellen Netzwerken. Von persönlichen Konstrukten zu vertrauensrelevanten Charakteristika. In: Zeitschrift für Arbeits- und Organisationspsychologie, 52 (1), 2008, S. 25–32, doi:10.1026/0932-4089.52.1.25.
- mit Stefan Tomas Güntert, Harald A. Mieg: Freiwilligenarbeit. Essenzielles aus Sicht der Arbeits- und Organisationspsychologie. Springer Fachmedien, Wiesbaden 2018, ISBN 978-3-658-22174-4.
- mit Albert Vollmer, Michael Dick (Hrsg.): Konstruktive Kontroverse in Organisationen. Konflikte bearbeiten, Entscheidungen treffen, Innovationen fördern. Gabler, Wiesbaden 2015, ISBN 978-3-658-00262-6.
- mit Stefan Thomas Güntert, Isabel Theresia Strubel, Elisabeth Kals: The quality of volunteers’ motives: Integrating the functional approach and self-determination theory. In: The Journal of Social Psychology, 156, 2016, S. 310–327, doi:10.1080/00224545.2015.1135864.